# Mousa
Mousa (nórdico antiguo: Mosey "isla musgosa") es una pequeña isla que forma parte del archipiélago de las Shetland. Está deshabitada desde el siglo XIX. 
Esta isla es conocida por el broch de Mousa, torre redonda de la Edad del Hierro, y está considerada una zona de especial protección por las colonias de cría de hidrobátidos. 

## Geografía
Mousa está aproximadamente a una milla desde la costa oriental de la isla principal de las Shetland alrededor de veinte kilómetros al sur de Lerwick. Casi dividido en dos por sendas ensenadas, East y West Hams, esta isla tiene casi dos kilómetros y medio de largo y casi kilómetro y medio de anchura máxima. Desde el punto de vista geológico está formada por lechos de dura arenisca que alternan con lodosas calizas que el tiempo hace un suelo fértil. Hubo una cantera que proporcionó losas para Lerwick. 
El fértil suelo de Mousa permite una gran diversidad de plantas, incluyendo botón azul y salicáceas en los pastos ricos en hierbas, a pesar del viento, la rociada salada y el pastoreo de las ovejas.
Los nórdicos tendían a considerar algo a una isla si se podía circunnavegar, y esto incluía ser capaces de arrastrar un barco sobre tierra. De esta manera, Mousa fue considerada dos islas, llamadas Isla del Norte (North Isle) y la otra Isla del Sur (South Isle).

## Historia

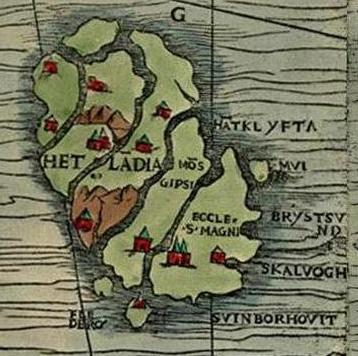
Mousa en una Carta Marina de 1539

El broch de Mousa es la edificación de la Edad de Hierro mejor conservada de las islas británicas. La torre, de planta redonda, de alrededor de 2000 años de antigüedad, se alza sobre la costa rocosa, guarda el estrecho de Mousa (Mousa Sound), y es una de los dos brochs existentes. El otro broch, en Burraland en la isla principal de Shetland está mucho peor conservada. Muchos brochs eran el foco de un asentamiento, pero nunca ha habido una plena investigación arqueológica que confirme que lo haya habido en Mousa. Fue despejada en 1860 y 1919. Mousa ha sobrevivido intacto con la altura actual y se cree que nunca fue mucho más alta de lo que es hoy. Se libró de la recolección de rocas para los cercanos muros de piedra y casas de las granjas (hoy en ruinas).
Mousa aparece mencionada en la saga de los jarls de las Órcadas como un lugar que se usaba para defender durante las invasiones, así como un escondite para enamorados.
El pasaje de entrada en Mousa es largo, debido al gran espesor de sus muros. En su base el broch tiene 15 metros de diámetro, pero el interior es de sólo 6 metros de diámetro. Dentro de la enorme anchura de la base de los muros hay una serie de cámaras probablemente usadas para almacenaje, mientras que en los pasadizos de los niveles superiores entre el interior y la cubierta exterior del muro. En el interior, una serie de escalones inclinados llevan a lo alto del muro. A medio camino hacia lo alto hay un rellano que probablemente daba acceso a un nivel superior del interior del broch, construido sobre un reborde que recorría la circunferencia interior.

## Conservación

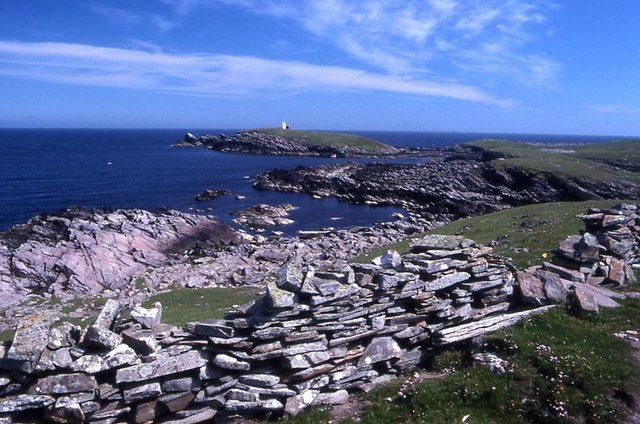
La costa oriental de Mousa hacia el Peerie Bard

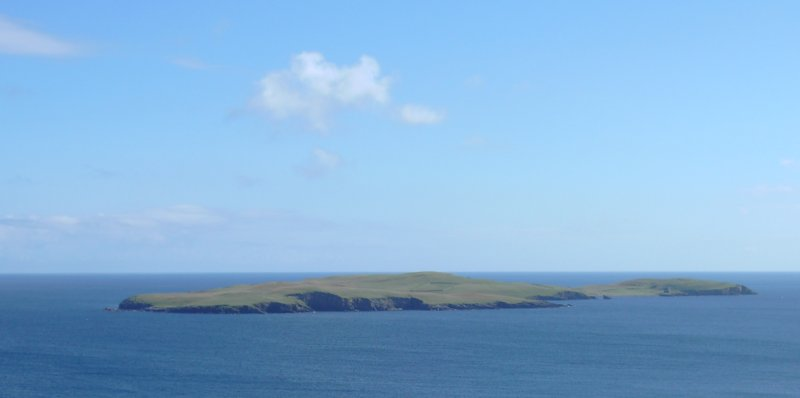
Mousa vista desde tierra firme; el broch se ve a la derecha.

Mousa es conocido por sus focas grises y comunes, araos, charranes árticos y hidrobátidos.
Mousa conserva alrededor de 6.800 parejas de cría de paíños europeos en total. Esto representa alrededor del 8% de la población británica y 2,6% de la población mundial. La isla ha sido designada una Zona de especial protección para las aves y es administrada como una reserva por la RSPB.
Se pueden encontrar también Hidrobátidos en la reserva de Haaf Gruney.

## Transporte
La isla se alcanza con facilidad usando el ferry de sólo pasajeros que opera desde Mainland en Leebitton, Sandwick en tiempo de verano.